# Angelo Savoldi (wrestler)
Mario Louis Fornini, noto con lo pseudonimo Angelo Savoldi (Castrocielo, 21 aprile 1914 – Parsippany-Troy Hills, 20 settembre 2013), è stato un wrestler e promoter italiano che ha lottato negli anni '30, '40, '50 e 60'.
Nel 1984 fondò l'International World Class Championship Wrestling (IWCCW). Al momento della morte, era conosciuto come l'ex wrestler più anziano del mondo con i suoi 99 anni.

## Biografia
Fornini nacque a Castrocielo nel Lazio, Italia, nel 1914. All'età di cinque anni, si trasferì con la famiglia negli Stati Uniti nella città di Hoboken, New Jersey. Da piccoli, Fornini e Frank Sinatra erano grandi amici. La prima esperienza nel mondo del wrestling la ebbe alla Demarest High School, ma lasciò la scuola a causa della Grande depressione per andare a lavorare come operaio nell'industria siderurgica.

### Carriera
Il fratello di Mario, Lou, era un lottatore professionista nella zona di New York, e così lo presentò al promoter Jack Pfefer. Pfefer gli diede lo pseudonimo Angelo Savoldi, presentandolo al pubblico come il fratello di Joe Savoldi, e lo fece debuttare nel 1937. Nel 1938, Savoldi lottò regolarmente in giro per gli Stati Uniti. Durante la seconda guerra mondiale, si arruolò in Marina. Successivamente lavorò a Porto Rico, diventando il primo americano a partecipare a main event in quella nazione.
Fu però negli anni cinquanta che Savoldi divenne una star di prima grandezza nel territorio dell'Oklahoma. Lottando come heel (uno dei "cattivi"), conquistò l'NWA World Junior Heavyweight Championship per tre volte tra il 1958 e il 1964. In Oklahoma, Savoldi ebbe un feud con Danny Hodge. Il 27 maggio 1960, Savoldi e Hodge si stavano affrontando in un match, quando Savoldi fu pugnalato con un coltello a serramanico da un fan arrabbiato che si rivelò poi essere il padre di Hodge.
Terminò la propria carriera di wrestler nella World Wide Wrestling Federation. In questo periodo cominciò anche ad allenare giovani talenti, come Jack Brisco e Hercules Ayala Cortez.
Nel 1984 Angelo, con i figli Mario, Tom e Joseph Savoldi, fondò l'International World Class Championship Wrestling (IWCCW). Nel 2004 è stato ammesso nella Professional Wrestling Hall of Fame, e nel 2011 è entrato anche nella NWA Hall of Fame.

### Vita privata
Fornini e la moglie restarono sposati per 74 anni, ed ebbero quattro figli. Insieme al figlio Mario, gestì un negozio di dischi a Parsippany, New Jersey.

### Morte
Fornini morì a casa sua il 20 settembre 2013 all'età di 99 anni. Il 23 settembre 2013, durante una puntata di WWE Raw fu mandato in onda un breve video "in memoriam" narrato da Vince McMahon.

## Titoli e riconoscimenti
- Cauliflower Alley Club
  - Art Abrams Lifetime Achievement Award (2003)
- National Wrestling Alliance
  - NWA Hall of Fame (Classe del 2011)[8]
- NWA Tri-State
  - NWA World Junior Heavyweight Championship (5)[2]
- New England Pro Wrestling Hall of Fame
  - Classe del 2010
- Professional Wrestling Hall of Fame and Museum
  - Pioneer Era (2004)